# Stockholm Open 1982
Lo Stockholm Open 1982 è stato un torneo di tennis giocato sul cemento indoor. È stata la 14ª edizione dello Stockholm Open, del Volvo Grand Prix 1982. Il torneo si è giocato al Kungliga tennishallen di Stoccolma in Svezia, dal 1º al 7 novembre 1982.

## Campioni

### Singolare
Henri Leconte ha battuto in finale  Mats Wilander con il punteggio di 7–6, 6–3

### Doppio
Jan Gunnarsson /  Mark Dickson hanno battuto in finale  Sherwood Stewart /  Ferdi Taygan con il punteggio di 7–6, 6–7, 6–4